# エヌビーエス
株式会社エヌビーエスとは、静岡県沼津市にある製パン会社。
製パン大手メーカーが加盟する一般社団法人日本パン工業会のメンバーであるが、売上高では下位グループに属する。主力商圏は静岡県が中心で、神奈川県・山梨県の範囲に及ぶ。
1949年、杉山三郎が創業した二本松製パン所にその起源を持ち、1999年に「株式会社ヌマヅベーカリー」から現社名に変更した。
子会社にベーカリー事業のバンデロールがあり、「バンデロール」「バンデリ」などの名称で静岡県を中心に、首都圏、愛知県に店舗展開をしている。主力商品に「のっぽパン」、食パンでは初の特定保健用食品となった「ファイバー食パン爽快健美」などがある。　
2007年8月より、経営資源をバンデロール（ベーカリー事業）に集約するため、パンの小売事業から撤退することを表明しており、今後の動向が注目される。